# Atrevida (F-61)
La Atrevida (F-61) fue una corbeta o escolta costero  de la Armada Española, que a pesar de su sencillez dio bastantes quebraderos de cabeza a la industria naval española de la época para construirlas.
Recibió su nombre en recuerdo de la corbeta Atrevida mandada por el capitán José Bustamante, que realizó una expedición científica por el Atlántico y el Pacífico. 

## Historia
La corbeta Atrevida fue el único de los buques de su clase construido inicialmente según el proyecto original, y posteriormente fue modernizado, ya que la Descubierta (F-51) no se modernizó y las demás fueron construidas directamente con el proyecto modificado, por lo que en algunos textos se la nombra como cabeza de la clase Atrevida, y en otros, clase Descubierta modificada. Se comenzó a construir el 26 de junio de 1950 por la Empresa Nacional Bazán de construcciones Navales Militares y fue botada en su factoría de Cartagena el 2 de diciembre de 1952, tras lo cual fue entregada a la Armada Española y causó alta en el LOBA el 25 de abril de 1955.
Tuvo su base en Cádiz, al igual que las otras cinco unidades construidas según el proyecto modificado. Pertenecía a la 41.ª escuadrilla de Corbetas y su misión original fue la de dar escolta y protección a convoyes contra el ataque de aviones y submarinos. Fue retirada del servicio y modificada en 1960; el coste de su modernización ascendió a casi un millón de dólares (4 953 167 $ las cinco unidades).
Sirvió como buque de adiestramiento de tripulaciones, y en labores de vigilancia y patrulla de las aguas jurisdiccionales e internacionales, entre otros. En noviembre de 1975, ante la marcha verde, se concentró en Las Palmas de Gran Canaria junto a otros 13 buques de la Armada Española.
Desempeñó la función de buque escolta y hospital de emergencia en aguas de Terranova (San Juan de Terranova) a los pesqueros bacaladeros de España y Portugal, para lo que se le acondicionó expresamente. Entre 1978 y 1983 se le desmontó el armamento antisubmarino y pasó a ser clasificada como patrullero de altura, para la vigilancia de la Zona Económica Exclusiva, cambiando en su numeral la F, primero por PA y luego por P.
Como patrullero de altura, fue destinado a Las Palmas de Gran Canaria con la misión de patrullar la Zona Marítima de Canarias y aguas del Sáhara, para proteger a las flotas pesquera y mercante nacionales, auxiliar a la navegación ante cualquier tipo de emergencia y proteger los recursos económicos nacionales.
Por orden 613/10999/91, firmada el 11 de julio de 1991 por el Almirante Jefe del Estado Mayor de la Armada (AJEMA) Carlos Vila Miranda y publicada en el Diario Oficial número 2006, causó baja en la Armada Española el patrullero de altura Atrevida (P-61) en la Lista Oficial de Buques de la Armada, a propuesta del Estado Mayor de la Armada. El 7 de octubre de 1991 llegó al Arsenal de la Carraca en San Fernando (Cádiz), donde fue desarmada según lo previsto en el artículo 15, regla 7ª del Reglamento de Situaciones de Buques, y posteriormente fue enajenada como material no útil para la Armada. De conformidad con el Reglamento de Situaciones de Buques con fecha 3 de febrero de 1992, entregó su bandera de combate. Tras su venta, fue desguazada. Fue el más longevo de los buques de su clase.

### Buques de la clase
- Descubierta (F-51)
- Princesa (F-62)
- Diana (F-63)
- Nautilus (F-64)
- Villa de Bilbao (F-65)